# Bobrava
Bobrava je říčka v Jihomoravském kraji v okrese Brno-venkov. Je to pravostranný přítok řeky Svratky. Délka toku činí 35,2 km. Plocha povodí měří 187,2 km². Název řeky pochází od někdejšího výskytu bobrů v této lokalitě.

## Průběh toku
Říčka pramení v lesích západně od Domašova v nadmořské výšce okolo 500 m. Po celé své délce teče převážně jihovýchodním směrem. Protéká obcemi Rudka, Rosice, Tetčice, Radostice a Želešice. U Popovic se vlévá do Svratky na jejím říčním kilometru 36,8 v nadmořské výšce 187 m.
Na dolním toku je hluboké údolí Bobravy chráněno jako Přírodní park Bobrava.

### Větší přítoky
- levé – Říčanský potok, Troubský potok
- pravé – Bílá voda, Habřina

## Vodní režim
Průměrný průtok u ústí činí 0,43 m³/s. Stoletá voda zde dosahuje 75 m³/s.

## Mlýny
- Klapalův mlýn – Želešice, kulturní památka

## Fotogalerie

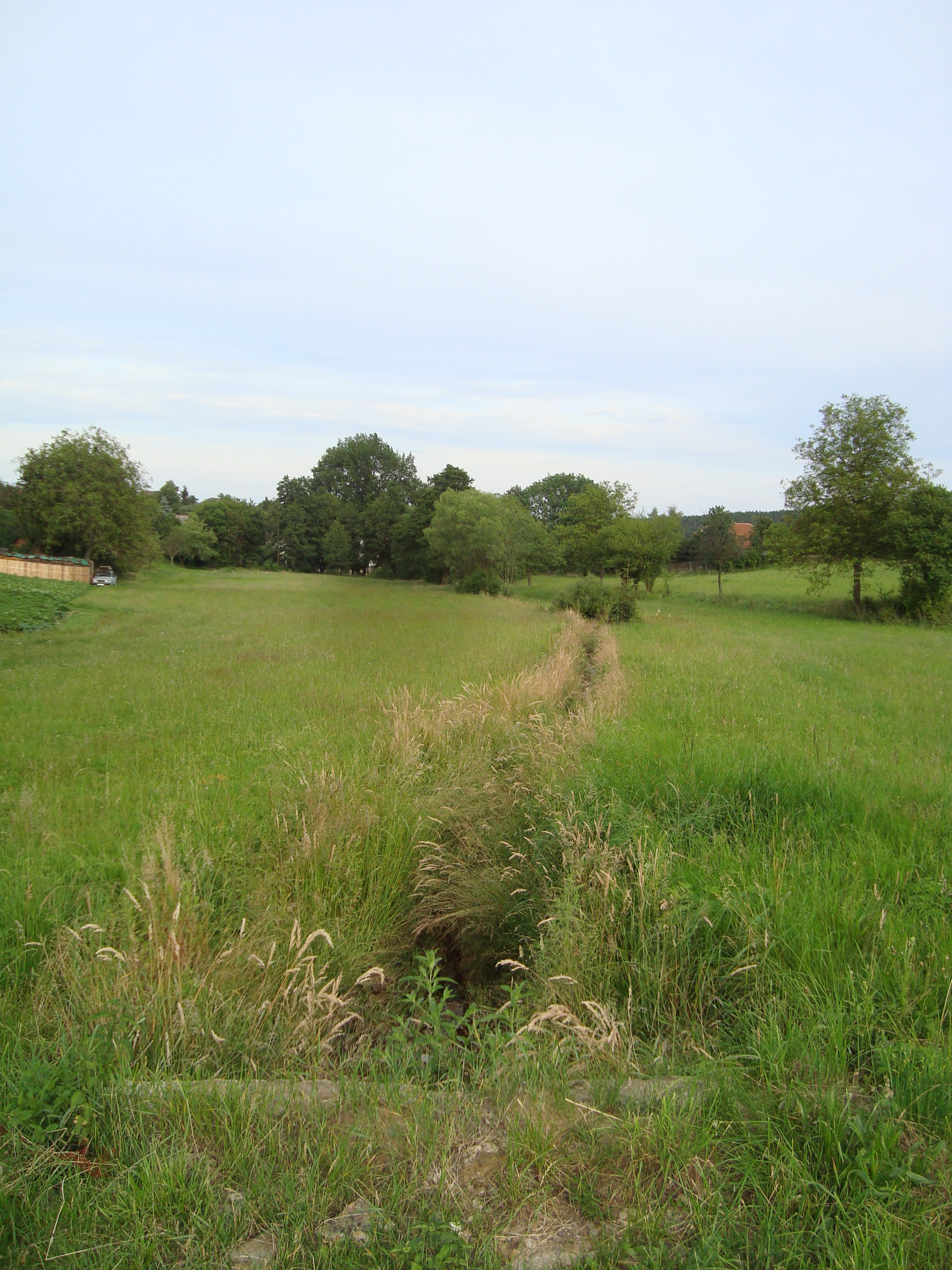
Rudka – koryto Bobravy
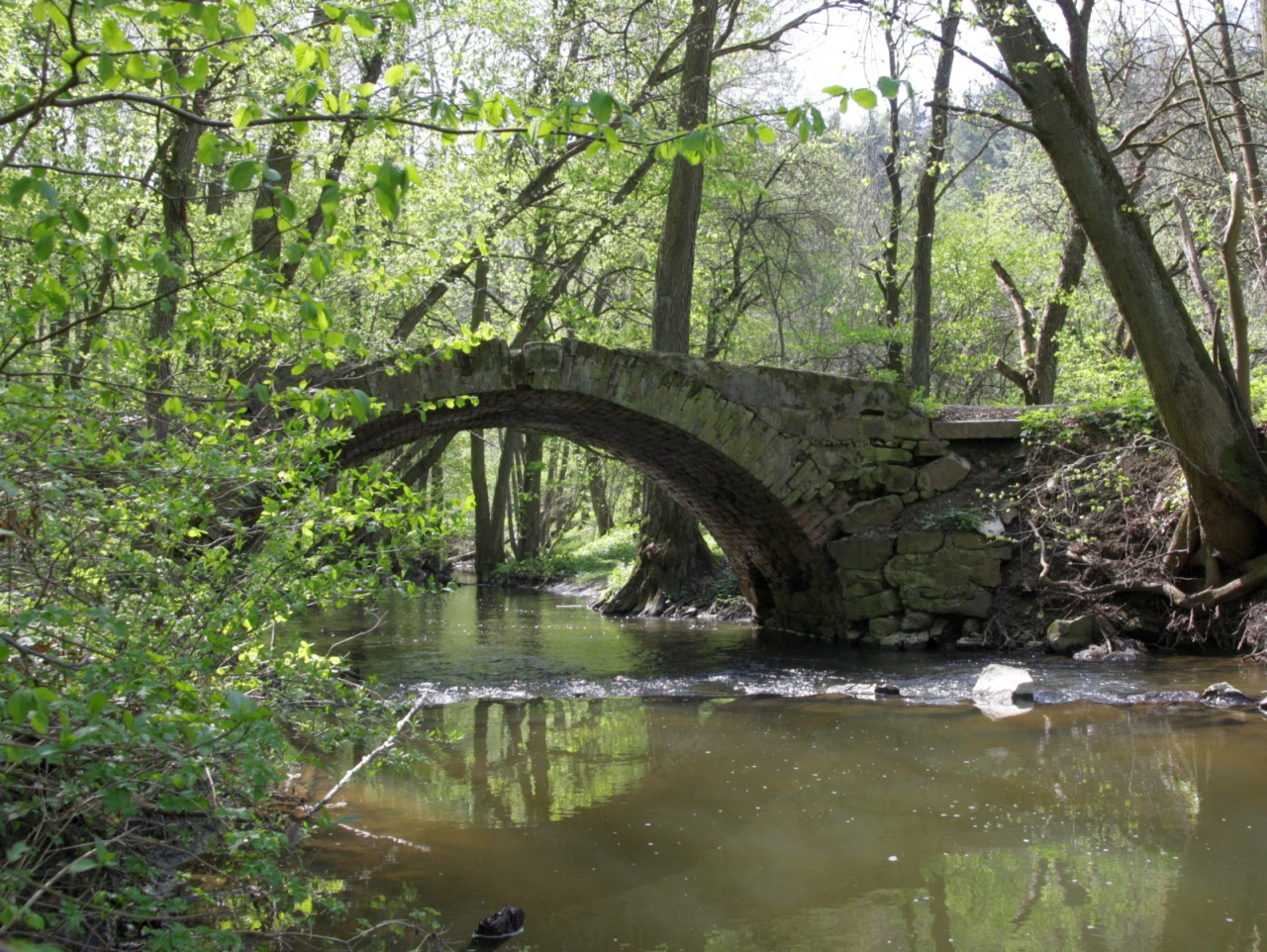
Most přes Bobravu u Spáleného Mlýna
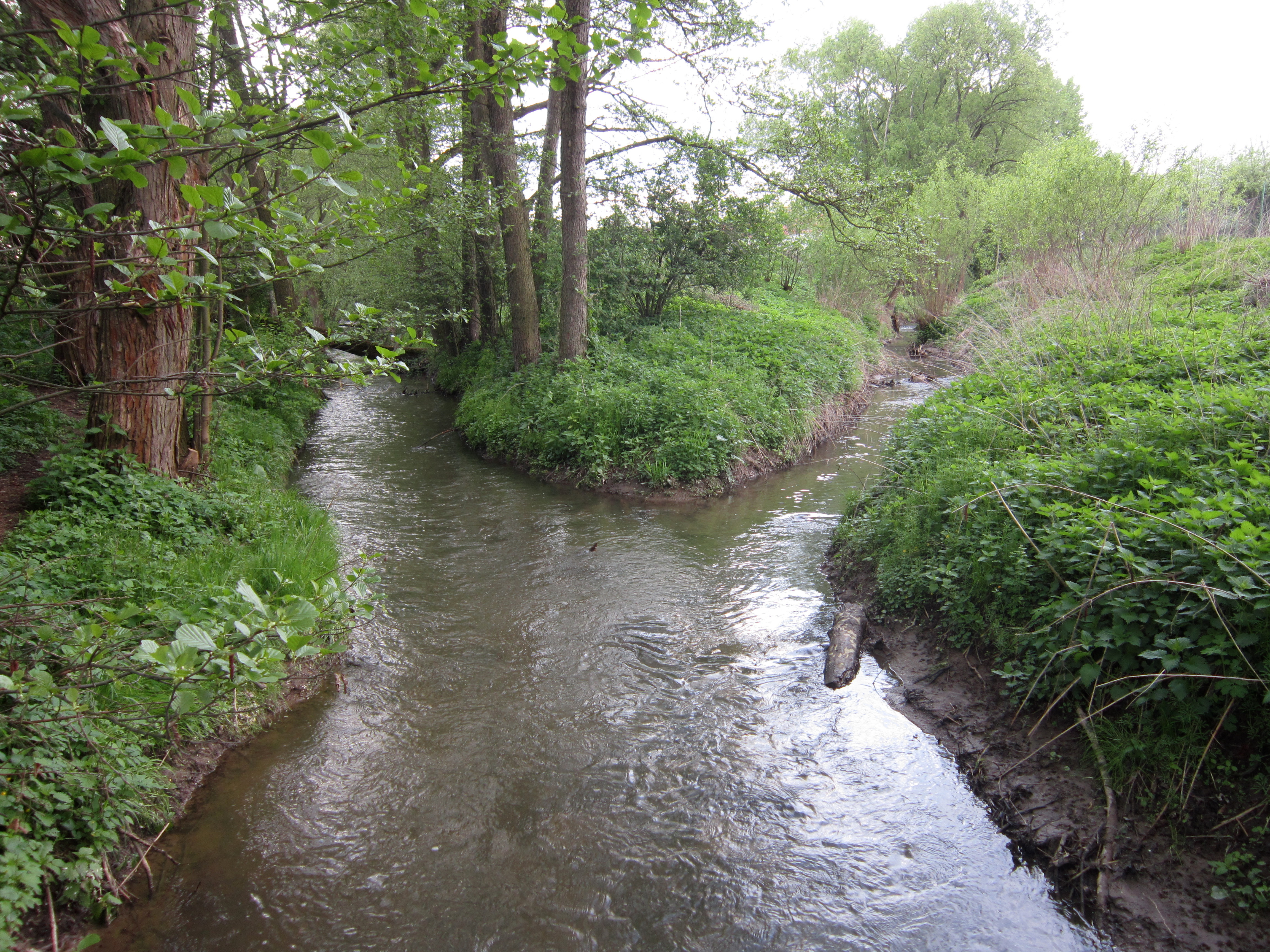
Soutok Bobravy a Říčanského potoka v Rosicích
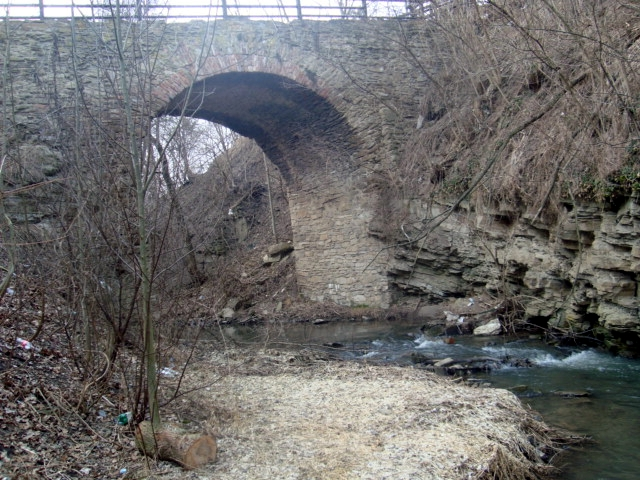
Starý most přes Bobravu v Rosicích